# Campeonato mundial A de hockey patines masculino de 1958
El XIII Campeonato mundial de hockey sobre patines masculino se celebró en Oporto, Portugal, entre el 24 de mayo y el 31 de mayo de 1958. De este modo, por primera vez (y única hasta 2015 inclusive) se celebran 2 ediciones seguidas de este torneo en la misma ciudad.
Esta edición del torneo se caracterizó por ser la primera de una serie de 16 ediciones en que el torneo se disputó ininterrumpidamente cada 2 años (1958-1988), poniéndose fin en 1956 a las disputas anuales. Posteriormente a 1988 y hasta ahora el torneo se disputaría también cada 2 años pero a partir de 1989.
En el torneo participaron las selecciones de 10 países incluidos en un único grupo.
El vencedor del torneo, disputado por el método de liguilla fue la selección de Portugal. La segunda plaza fue para la selección de España y la medalla de Bronce para la selección de Italia.

## Equipos participantes
Las 10 selecciones nacionales participantes del torneo son de Europa.
|                     |
| Alemania Occidental |
| Bélgica             |
| Dinamarca           |
| España              |
| Francia             |
| Inglaterra          |
| Italia              |
| Países Bajos        |
| Portugal            |
| Suiza               |

## Torneo
| Equipo              | Pts | PJ | PG | PE | PP | GF | GC  | DG   |
| ------------------- | --- | -- | -- | -- | -- | -- | --- | ---- |
| Portugal            | 17  | 9  | 8  | 1  | 0  | 61 | 7   | +54  |
| España              | 15  | 9  | 6  | 3  | 0  | 70 | 13  | +57  |
| Italia              | 15  | 9  | 7  | 1  | 1  | 38 | 10  | +28  |
| Países Bajos        | 12  | 9  | 6  | 0  | 3  | 34 | 37  | -3   |
| Inglaterra          | 10  | 9  | 5  | 0  | 4  | 46 | 32  | +14  |
| Bélgica             | 7   | 9  | 3  | 1  | 5  | 26 | 23  | +3   |
| Alemania Occidental | 6   | 9  | 3  | 0  | 6  | 30 | 36  | -6   |
| Suiza               | 5   | 9  | 2  | 1  | 6  | 16 | 30  | -14  |
| Francia             | 3   | 9  | 1  | 1  | 7  | 22 | 45  | -23  |
| Dinamarca           | 0   | 9  | 0  | 0  | 9  | 4  | 114 | -110 |

- Resultados

| Fecha    | Partido      | Partido | Partido             | Resultado |
| -------- | ------------ | ------- | ------------------- | --------- |
| 24.05.58 | Italia       | -       | Suiza               | 3-2       |
| 24.05.58 | España       | -       | Países Bajos        | 9-1       |
| 24.05.58 | Portugal     | -       | Alemania Occidental | 8-1       |
| 25.05.58 | Dinamarca    | -       | Francia             | 1-13      |
| 25.05.58 | Inglaterra   | -       | Países Bajos        | 1-3       |
| 25.05.58 | España       | -       | Bélgica             | 2-2       |
| 25.05.58 | Portugal     | -       | Suiza               | 6-1       |
| 25.05.58 | Países Bajos | -       | Alemania Occidental | 5-4       |
| 25.05.58 | España       | -       | Dinamarca           | 21-0      |
| 25.05.58 | Portugal     | -       | Francia             | 6-0       |
| 25.05.58 | Italia       | -       | Inglaterra          | 4-1       |
| 26.05.58 | Dinamarca    | -       | Bélgica             | 0-9       |
| 26.05.58 | Suiza        | -       | Francia             | 2-2       |
| 26.05.58 | España       | -       | Italia              | 2-2       |
| 26.05.58 | Portugal     | -       | Países Bajos        | 14-0      |
| 27.05.58 | Bélgica      | -       | Alemania Occidental | 4-5       |
| 27.05.58 | Inglaterra   | -       | Dinamarca           | 18-1      |
| 27.05.58 | Países Bajos | -       | Suiza               | 4-1       |
| 27.05.58 | Francia      | -       | Alemania Occidental | 2-3       |
| 27.05.58 | Inglaterra   | -       | Bélgica             | 3-2       |
| 27.05.58 | España       | -       | Suiza               | 9-1       |
| 27.05.58 | Portugal     | -       | Italia              | 3-1       |
| 28.05.58 | Francia      | -       | Inglaterra          | 2-11      |
| 28.05.58 | Italia       | -       | Bélgica             | 3-0       |
| 28.05.58 | España       | -       | Alemania Occidental | 6-2       |
| 28.05.58 | Portugal     | -       | Dinamarca           | 14-1      |
| 29.05.58 | Francia      | -       | Países Bajos        | 1-3       |
| 29.05.58 | Italia       | -       | Dinamarca           | 11-0      |
| 29.05.58 | Suiza        | -       | Bélgica             | 0-2       |
| 29.05.58 | Países Bajos | -       | Dinamarca           | 12-1      |
| 29.05.58 | España       | -       | Francia             | 9-0       |
| 29.05.58 | Suiza        | -       | Alemania Occidental | 2-0       |
| 29.05.58 | Portugal     | -       | Inglaterra          | 6-0       |
| 30.05.58 | Dinamarca    | -       | Alemania Occidental | 0-10      |
| 30.05.58 | Italia       | -       | Francia             | 5-0       |
| 30.05.58 | Portugal     | -       | Bélgica             | 2-1       |
| 30.05.58 | España       | -       | Inglaterra          | 10-3      |
| 31.05.58 | Francia      | -       | Bélgica             | 2-5       |
| 31.05.58 | Italia       | -       | Países Bajos        | 5-0       |
| 31.05.58 | Inglaterra   | -       | Alemania Occidental | 5-3       |
| 31.05.58 | Suiza        | -       | Dinamarca           | 6-0       |
| 31.05.58 | Países Bajos | -       | Bélgica             | 6-1       |
| 31.05.58 | Italia       | -       | Alemania Occidental | 4-2       |
| 31.05.58 | Inglaterra   | -       | Suiza               | 4-1       |
| 31.05.58 | Portugal     | -       | España              | 2-2       |

## Clasificación final
| 1. Portugal            |
| 2. España              |
| 3. Italia              |
| 4. Países Bajos        |
| 5. Inglaterra          |
| 6. Bélgica             |
| 7. Alemania Occidental |
| 8. Suiza               |
| 9. Francia             |
| 10. Dinamarca          |